# Tautolog implikation
Tautolog implikation är inom logiken en tautologi, där huvudoperationen är en materiell implikation. En formel F sägs tautologt implicera formeln G, om och endast om implikationen F → G är en tautologi.
I ett formellt system sägs en slutsats vara en syntaktisk konsekvens av ett antal premisser, om och endast om den tautologt impliceras av dessa.
Slutsatsen S, sägs följa av premisserna P1 ... Pn då konjunktionen av dessa tautologt implicerar slutsatsen, vilket med symboler kan uttryckas som:
{\displaystyle P_{1}\dots P_{n}\ \vdash \ S}